# Gamsfeld
Gamsfeld är ett berg i Österrike.   Det ligger i distriktet Hallein och förbundslandet Salzburg, i den centrala delen av landet, 230 km väster om huvudstaden Wien. Toppen på Gamsfeld är 2 027 meter över havet.
Terrängen runt Gamsfeld är kuperad åt sydväst, men åt nordost är den bergig. Närmaste större samhälle är Bad Goisern, 10,4 km öster om Gamsfeld. 
I omgivningarna runt Gamsfeld växer i huvudsak blandskog. Runt Gamsfeld är det ganska tätbefolkat, med 70 invånare per kvadratkilometer.